# ユ・テオ
ユ・テオ（朝: 유태오、1981年4月11日 - ）は、韓国の俳優。C-JeSエンターテインメント所属。

## 経歴
1981年4月11日、1970年代に渡独した炭鉱労働者の父と看護師の母のもとに生まれる。
高校時代はバスケットボール選手を目指していたが、膝の怪我により断念。
高校卒業後はアメリカに渡り、リー・ストラスバーグ演劇学校などに通いながら演技を学ぶ。
その後、イギリスに渡り王立演劇学校の集中コースに通う。
2006年、芸術家のニッキ・S・リーと結婚。韓国に移住。

## 出演作品

### 映画
- Kim Bab（2003年）
- Brooklyn Bound（2004年） - トミー・ウー 役
- Day Night Day Night（2006年） - 運転手 役
- 女優たち（2009年） - エミール 役
- Innocent When You Dream（2009年） - グスタフ・ゼルガ 役
- 非典情人（2012年）
- ラブ・フィクション（2012年） - ドイツの出版社の秘書 役
- コードネーム:ジャッカル（2012年） - 口ひげ 役
- 殺されたミンジュ（2014年） - 謎の集団のメンバー 役
- 恋するインターン 〜現場からは以上です!〜（2015年） - ジェイ 役
- ソウルへGO!!（2015年） - クラウス・キム 役
- ロスト・エモーション（2015年） - ピーター 役
- The moment（2017年） - ミスターキム 役
- LETO -レト-（2017年） - ヴィクトル・ツォイ 役
- めまい 窓越しの想い（2019年） - イ・ジンス 役
- 権力に告ぐ（2019年） - スティーブ・チョン 役
- 担保（2020年） - ユ・ドクファ 役
- ニューイヤー・ブルース（2021年） - レファン 役
- パスト ライブス/再会（2023年） - ヘソン 役

### ドラマ
- アスダル年代記（2019年） - ラガス 役
- バガボンド（2019年） - ジェローム 役
- チョコレート（2019年） - クォン・ミンソン 役
- マネーゲーム（2020年） - ユ・ジナン 役
- 保健教師アン・ウニョン（2020年） - マッケンジー 役
- ドラマステージ2021 代理人間（2021年） - ユン・ジェホ 役
- THE WINDOW(2021年)
- その恋、断固お断りします（2023年） - ナム・ガンホ 役
- ザ・リクルート （2025年） - キム・ジャンギュン役

## 受賞歴
- 第26回 大韓民国文化芸能大賞 - 映画部門新人賞（2018年）
- 第41回 青龍映画賞 - 新人男優賞（2020年、『めまい 窓越しの想い』）[4]